# 鮑爾塔

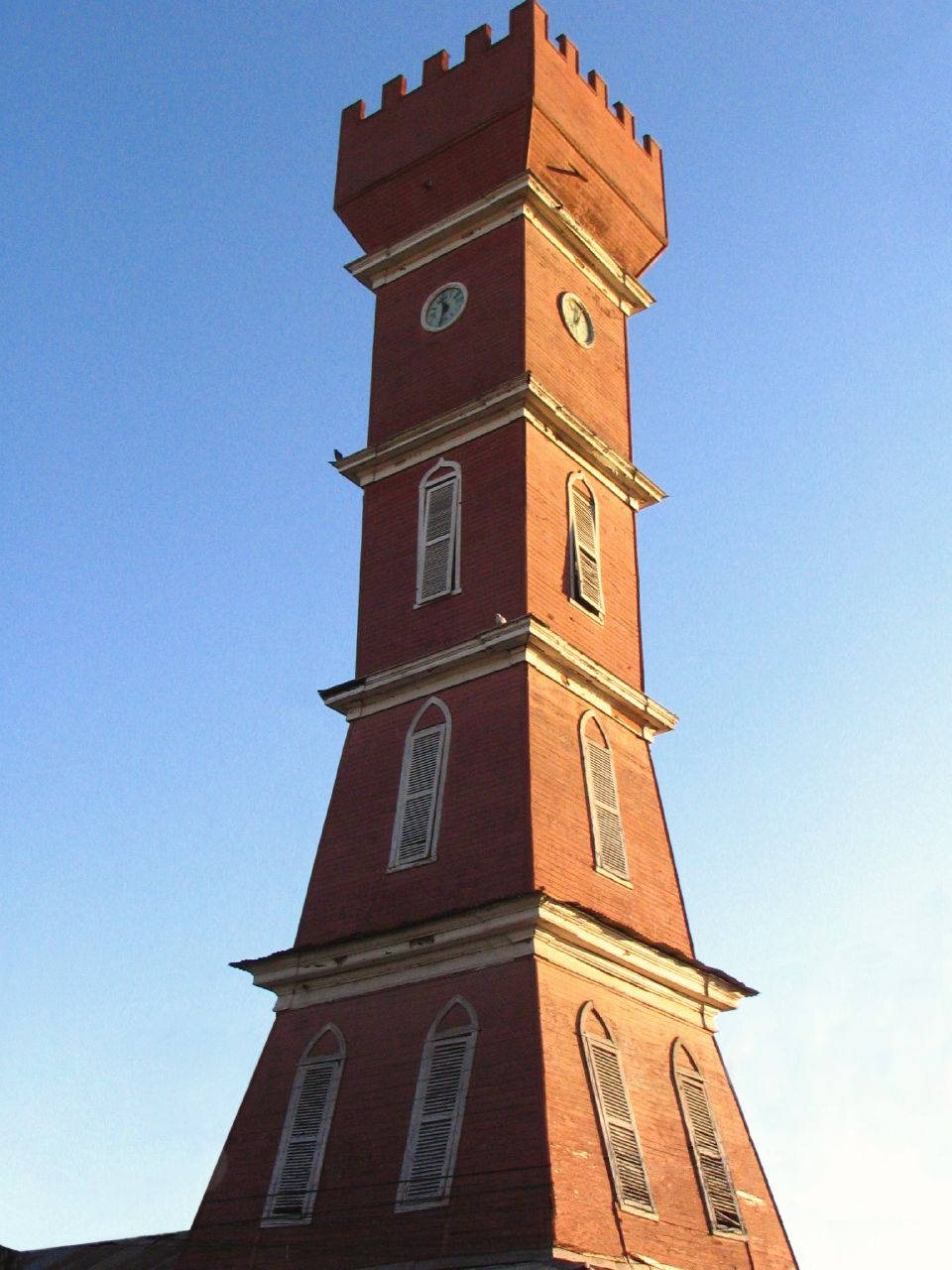
鮑爾塔

鮑爾塔（西班牙語：Torre Bauer）是位於智利維庫尼亞的木造塔式建築，外觀為紅色，高28公尺，是維庫尼亞最高的建築及主要地標。該塔是在阿道夫·鮑爾·卡拉哈特（Adolfo Bauer Kallahardt，1857-1911 年）的倡議下建造的，他是一位德國裔智利商人，當時是維庫尼亞的市長，據說這座塔的設計靈感來自鮑爾的故鄉烏爾姆市的中世紀建築。鮑爾塔於1904年動工，隔年（1905年）完工。